# Lampris
Lampris – rodzaj morskich ryb strojnikokształtnych z rodziny strojnikowatych (Lamprididae).

## Występowanie
Wody Atlantyku i Pacyfiku.

## Klasyfikacja
Gatunki zaliczane do tego rodzaju:
- Lampris guttatus – strojnik[3]
- Lampris immaculatus

Gatunkiem typowym jest Zeus guttatus (L. guttatus).